# الجمعية الفلسطينية لحقوق الإنسان (راصد)
تأسست الجمعية الفلسطينية لحقوق الإنسان والمعروفه اختصارا ب «راصد» في الثامن والعشرين من سبتمبر\ ايلول من عام 2005 بمدينة صيدا الواقعة بالجنوب اللبناني من قبل الناشط الحقوقي المشهور عبد العزيز طارقجي وذلك من منطلق الاهتمام بقضايا حقوق الإنسان والعمل علي نشرها والسعي لتحقيق العدل والمساواة. وفي نهاية العام 2016 أعلن عن تعديل الاسم وانتخابات جديدة في مكتبها في لبنان لتكون باسم جمعية راصد لحقوق الإنسان وقد انتخب مجلس إدارة جديد برئاسة الدكتور رمزي عوض، وبعدها انتخب خالد عبد الله السيد رئيس لمجلس الادارة.
جمعية راصد لحقوق الإنسان هي جمعيه لبنانية إقليمية غير حكومية وغير سياسية وغير حزبيه ولا تتوخى للربح ولها مكاتب إقليمية مرخصة في عدة دول وتتخذ من لبنان مقراً رئيساً لها.
وقد احتضنت مدينة صيدا اللبنانية أول مكتب رسمي «لراصد» منذ هذا التاريخ حيث تم الاعتراف بها كجمعيه حقوقيه اهليه حائزه علي اعتراف رسمي من قبل كل من الحكومة اللبنانية بالقرار رقم 11109/ودب2007 ومنظمة التحرير الفلسطينية في لبنان ومرخصة من وزارة الداخلية الفلسطينية في رام الله بالقرار (126) تحت الرقم QR-0085-F وقد تم لاحقا تأسيس مكتبين لراصد الأول في مدينة القدس المحتلة والثاني في مدينة غزة.
المركز الرئيس للجمعية: لبنان - محافظة الجنوب، مدينة صيدا، شارع حي الست نفيسه، سنتر دندشلي، الطابق الثاني.
بالإضافة الي مكاتب «راصد» المعتمده في كل من لبنان وفلسطين فقد سعت الجمعية الي ايجاد ممثلين لها في كل من المملكة الاردنيه الهاشميه وسوريا وليبيا والمملكة المغربية وبعض دول الاتحاد الأوروبي وخاصه بلجيكا وألمانيا وهولندا والسويد.
والجمعية الفلسطينية لحقوق الإنسان مكاتب تمثيل في عدد من الهيئات العربية والدوليه والاوروبيه المعنيه بحقوق الإنسان - الشبكة العربية لمعلومات حقوق الإنسان ومقرها الرئيسي ب القاهرة وشبكة مؤسسة آنا ليند الأورومتوسطية للحوار بين الثقافات ومنظمة الدفاع الدولية والتحالف العربي لمناهضة عقوبة الإعدام والتحالف العربي من أجل دارفور والتحالف الدولي للمحكمة الجنائية الدولية بالإضافة الي التحالف الدولي لملاحقة مجرمي الحرب (إيكاوس)
تضم الجمعية عدد من الاقسام الرئيسية بهدف تمكين الأعضاء من تحقيق اهداف الجمعية وهي تضم الاقسام الاتية: قسم الاعلام المركزي وقسم حقوق المرأة والطفل وقسم الإغاثة وحقوق المعوقين وقسم الشؤون الاجتماعية وقسم البيئة
تعرضت الجمعية الفلسطينية لحقوق الإنسان في سبيل ايصال رسالتها الإنسانية والحقوقية الى العديد من العقبات فقد تم اغلاق مكتبها الكائن بمدينة غزة وذلك بعد سيطرة حماس على الحكم بالقطاع وقد تم مصادره جميع محتويات المكتب وتعرض مدير مكتبها في غزه الصحفي والناشط الحقوقي علاء صبيح للاعتقال وذلك على خلفيه التقارير والبيانات التي اصدرتها الجمعية بعد انقلاب حماس على مؤسسات السلطة الوطنية والتي اشارت الى عدد من التجاوزات اللإنسانيه التي صدرت بحق أهل غزة.[بحاجة لمصدر]
بالإضافة الي ذلك تعرضت الجمعية وبالاخص كوادرها في لبنان وخارجها الى حملة تشويه دنيئه غرضها النيل من سمعه الجمعية والصاق تهم بهم بسبب نشاطهم المشروع في حقوق الإنسان.[بحاجة لمصدر]

## أهداف الجمعية
1. الدعم والدفاع عن حقوق الفئات المهمشة لحقوقها في مكان تواجد مكاتبها من خلال تقديم المساعدات والاستشارات على كافة الطرق الممكنة لدينا.
2. نشر الوعي وثقافة حقوق الإنسان ولا سيما (حقوق الطفل، المرأة، اللاجئ، إلخ...) وتكريس وتعميق الفهم الديمقراطي وتوعية المجتمع ولا سيما الفئات الشعبية المهمشة لحقوقها الاجتماعية والاقتصادية والثقافية والسياسية والمواطنة وكافة الحقوق التي تكفلها المواثيق والقوانين الدولية.
3. دعم المبادئ العالمية لحقوق الإنسان كما ترسخت في كافة الاتفاقيات الدولية، لا سيما كما وردت في اتفاقيات جنيف والإعلان العالمي لحقوق الإنسان وإعلان برشلونة وكافة الاتفاقيات والبروتوكولات والصكوك الدولية التي أقرتها الجمعية العامة للأمم المتحدة، ونشر الوعي بهذه المبادئ في أوساط الرأي العام وفي كافة المخيمات والتجمعات الفلسطينية وفي كل الدول التي ينشط أعضاء الجمعية على أراضيها.
4-. تعزيز ودعم وتنسيق جهود أعضاء الجمعية والأعضاء الأفراد في مجال حقوق الإنسان ومناصرة حكم القانون، وحقوق الإنسان، والمساواة بين الرجال والنساء، وتعليم مبادئ حقوق الإنسان والدفاع عنها، وتشكيل منبر موحد لكافة الأعضاء المنتسبين للجمعية في أنحاء العالم لاسيما في الأراضي الفلسطينية المحتلة وفي المخيمات والتجمعات الفلسطينية في الدول المضيفة للاجئين الفلسطينيين في العالم.
5. إعداد وتنفيذ دراسات وتقارير وبرامج تدريبية خاصة بما تقدم.
6. إقامة الندوات والمؤتمرات وورش العمل وإصدار المطبوعات على كافة أنواعها واستعمال كافة وسائل نشر المعلومات المتعلقة بما تقدم (نشرات غير دورية، كتب، تقارير، بروشورات، بوسترات، المواقع الإلكترونية).

## تواصل
موقعها الإلكتروني الرسمي للجمعية هو: https://www.rassed-lb.org/